# Listă de companii de consultanță financiară și audit
Aceasta este o listă de companii de consultanță financiară și audit.
Grupul Big Four cuprinde cele mai mari patru companii de profil:
- Deloitte Touche Tohmatsu
- Ernst & Young
- KPMG
- PricewaterhouseCoopers

Companii considerate în eșalonul doi
- BDO International
- Mazars
- Baker Tilly
- Scot&Company Consulting
- Moore Stephens Riff
- Grant Thornton
- UHY